# Thorectes latus
Thorectes latus là một loài bọ cánh cứng trong họ Geotrupidae. Loài này được miêu tả khoa học năm 1826 bởi Sturm.